# Fallen (Transformers)
Megatronus Prime es unos de los 13 Primes originales creados por Primus en su hogar de origen Cybertron. Fue nombrado El Caído o The Fallen por su rebelión contra su raza. Fundó y gobernó los Decepticons siendo el primero de la alianza. Sus enemigos actuales son los Autobots, Humanos, Quintessons, Unicron, Primes y Primus. Se trata de uno de los más fuertes de sus hermanos siendo derrotado por Optimus Prime en Transformers: la venganza de los caídos. Ansiaba su conquista de obtener la energía del sol con una máquina dirigida por la Matrix de Liderazgo para recolectar la fuente de energía Energon y dejar La Tierra en tinieblas (2009). Gracias a la Existencia de Megatron ha sido con la ayuda de los Constructicons en armar un nuevo sucesor y líder de su clan quien abrevió su nombre "Megatronus" como "Megatron" referencia a él, todo aquel en contra de los Autobots se convirtieron en sus discípulos. Siendo el primer Prime corrupto era un Autobot gobernante de Cybertron. Se transforma en un vehículo aéreo cybertroneano cuyos poderes son Teletransportación y Telequinesis. Tiene una altura superior a los demás robots. Su apodo "El Caído" ha sido por la derrota ante sus hermanos y así evitar la tragedia de su plan malvado. El plan de buscar soles y absorberlos violaba la regla de no destruir soles donde en su sistema albergara vida. Su debilidad es que un Prime lo derrote ya al ser destituido ese puesto pierde la mayoría de sus fuerzas. Antes de su rebeldía, mucho antes de la guerra en Cybertron, gozaba de la era dorada y se manifestó contra sus creadores "Quinttessons" por la esclavización. Su misión era ir a destruir a Unicron para la paz de su mundo y la galaxia pero El caído tomo posesión de estar a su lado. En los cómics de la saga de Transformers, Megatronus Prime está en una especie de cápsula donde este fue encarcelado por sus hermanos Primes con la necesidad de no expandir su maldad. Durante una exploración de Megatron por las partes menos visitadas de Cybertron entró en un área antigua de los Primes pero al excavar encuentra una piedra tallada con un logo desconocido; mientras, El caído, que permanecía en su dimensión conquistó al nuevo líder Decepticon al destruir a los Autobots y liberarlo. Comienza esta parte con una conexión con las películas.

## Historia del personaje
El mecanoide que llegaría a ser conocido como The Fallen fue uno de los trece Transformers originales creados por Primus. Antes era conocido como Megatronus Prime. Fue enviado para ayudar a derrotar a Unicron y preservar el universo. En algún momento, este Cybertroniano decidió que si el fin tendría que llegar eventualmente, era mejor que sucediera de inmediato y no retrasar lo inevitable. Con este fin, traicionó a su creador y a sus hermanos, se convirtió en el primer heraldo de Unicron y renegó de su nombre. Desde entonces, sólo se le conoció como "The Fallen" (El Caído).
Tras su traición, Fallen utilizó a un grupo de cybertronianos renegados (la mayoría de categoría militar) que aniquilaban Autobots y civiles. Este decidió liderarlos y formó a los Decepticons. En un ataque masivo a gran escala junto con sus soldados Decepticons asesina a Nova Prime, un antecesor líder Autobot, y después de su muerte entra Sentinel Prime recibiendo la Matriz y adquiriendo el liderazgo Autobot. Sentinel Prime viendo que los Decepticons eran más potentes decidió crear la técnica de transformación y usarla como un modo alterno o camuflaje ante un ataque Decepticon y fue así que The Fallen perdía soldados y batallas. En ese entonces este decide crear a un sumiso y muy poderoso discípulo y guerrero, llamado Megatron. Fallen, admirado por su potencial y su destreza lo nombró como su segundo al mando. Ambos no querían quedarse atrás y también mejoraron la técnica de transformación de Sentinel Prime, creando habilidades para volar en su modo normal y alterno, transformándose en jets como los guerreros Seekers (entre ellos: Starscream, Skywarp, Ramjet, Sunstorm, y Thundercracker).
Ambos crearon también al Robot-Smasher, un robot que podía convertir a cualquier Autobot o civil en un lacayo Decepticon, y se dio a conocer que así fue como los Constructicons iniciaron sus filas Decepticons (aunque se da a conocer que ellos ayudaron a The Fallen a crear a Megatron), no solo empleando un desarrollo hacia el servicio Decepticon si no que su pupilo les creó el modo Gestalt, el cual ambos podían fusionarse y convertirse en Devastator (durante una batalla entre Omega Supreme y Devastator el Robot-Smasher fue aniquilado por Omega Supreme en un intento de convertirlo a Omega Supreme en un Sumiso de The Fallen y su discípulo).
The Fallen y su discípulo (Megatron) incrementaron más sus fuerzas y decidieron dar un último golpe contra los Autobots. Megatron mantiene un duelo con Sentinel Prime y lo deja al borde de la muerte. Poco antes de que Sentinel Prime muera este le da la Matriz a un exlíder Autobot (Alpha Trion) y este valientemente se enfrenta con The Fallen y usa la Matriz del Liderazgo para derrotarlo y con el poder de la Matriz, The Fallen es absorbido a través de un agujero negro, y es atrapado en el “subespacio” entre las dimensiones.
Megatron decide tomar su lugar y se convierte en el líder principal de todos los Decepticons.
A pesar de sus cambios de apariencia y de continuidad (Generación 1, Película, etc), The Fallen es siempre el mismo, que viaja entre las realidades paralelas (Primus, Unicron y los 13 son entidades singulares en el multiverso).

### Ficha técnica
| Rango            | 1000                                                               |
| Transformación   | Tanque Cybertroniano                                               |
| Lema             | "Destrucción a todo lo que esta a mi alrededor, bajo mi liderazgo" |
| Estado           | Muerto                                                             |
| Fuerza           | 10/10                                                              |
| Inteligencia     | 10/10                                                              |
| Velocidad        | 0/10                                                               |
| Resistencia      | 10/10                                                              |
| Potencia de tiro | 10/10                                                              |
| Destreza         | 10/10                                                              |

## Cómic de Dreamwave
Durante la saga "War Within: The Dark Ages" publicada por la editorial Dreamwave, The Fallen reaparece en Cybertron y secuestra a los Autobots Grimlock, Hot Shot y Jetfire y al Decepticon Blitzwing para realizar una extraña ceremonia en las profundidades de Cybertron. Su objetivo no queda claro, pero aparentemente lo que desea es que Primus, cuya esencia se encuentra dormida en Cybertron, despierte para que Unicron pueda volver a localizarlo y destruirlo. Al final, una extraña energía (no se explica, pero aparentemente era el poder de Primus) lo destruye.

## Transformers: la venganza de los caídos
Él es el principal villano del filme. Los siete Primes originales se dispersaron por toda la galaxia en busca de planetas donde pudieran construir Star Harvesters. Estas máquinas masivas crean energía, la energía vital de Transformers, al destruir soles y fueron activadas por un artefacto conocido como la Matriz de Liderazgo. La Dinastía de los Primes tenía una regla: los recolectores de estrellas no debían construirse en sistemas que contienen vida. Uno de ellos, creyendo que los cybertronianos eran la última raza y estaba destinado a gobernar el universo, y también debido a su odio por la raza humana, optó por ignorar esta regla. Llegó a la Tierra en 17.000 A.C, donde comenzó la construcción de un nuevo Star Harvester. Para ayudarlo, el traicionero Megatronus Prime, ahora conocido como The Fallen, reunió a un ejército de cybertronianos de ideas afines que se llamaron a sí mismos "Decepticons". Identificándose con un símbolo basado en el temible rostro de los caídos, los Decepticons construyeron el Harvester en el Egipto prehistórico, donde mataron a los humanos que descubrieron la Cosechadora. Al enterarse de su traición, los otros Primes lanzaron un asalto a las fuerzas de Decepticon. Aunque no pudieron matar a Fallen, los Primes lograron capturarlo y encarcelarlo antes de sellar la Matriz dentro de una tumba hecha de sus propios cuerpos, sacrificándose así para ayudar a salvar a la Tierra y la humanidad. 
Como resultado, The Fallen se convierte en el primer Decepticon y en el verdadero fundador y líder de los Decepticons (ya que Megatron acepta a Fallen como su maestro), y todos los futuros Decepticons llevarán una insignia similar a la de Fallen.
En la actualidad, los caídos aparecen después de milenios y reanuda el liderazgo de los Decepticons. A medida que se debilitó en la lucha contra los otros Primes, pasó todo este tiempo atrapado en su nave en un planeta lejos de la Tierra, drenando la energía de las protoformas cybertronianas en la nave para recuperar su fuerza. The Fallen revela al revivido Megatron que el poder de AllSpark ahora está en Sam Witwicky, lo que lo convierte en la clave para encontrar otra fuente de Energon, y le ordena a Megatron que busque a Sam. También revela que solo puede ser derrotado por un descendiente de los Primes, con el último sobreviviente. De estos descendientes asesinados por Megatron. Ahora, confiado en no recibir amenazas, el Caído mismo viaja a la Tierra para completar sus planes de destruir a la humanidad, exigiendo que los humanos le entreguen a Sam, de lo contrario, los Decepticons los matarán a todos. Debido a esto, Sam es tildado de fugitivo por el mundo. Más tarde, Fallen, junto con Megatron y los Decepticons, viajan a las Grandes Pirámides de Giza, donde el Star Harvester de Fallen se encuentra debajo de una de las pirámides. Allí, los Caídos roban la Matriz de Liderazgo del cuerpo de Optimus Prime y se teletransportan a Sun Harvester, solo unos segundos después de que Optimus haya resucitado a Sam. Optimus es fácilmente derribado, demasiado débil para luchar contra él solo. The Fallen usa la Matrix para activar el Sun Harvester. Sin embargo, Optimus después de recibir partes de Jetfire, haciéndolo súper poderoso, llega a la escena y rápidamente destruye el Sun Harvester mientras derriba a Fallen y Megatron de la pirámide. The Fallen y Optimus Prime se involucran en un feroz duelo. Megatron trata de ayudar a su maestro, pero es rápidamente dominado y eliminado por Optimus. Fallen contraataca a Optimus, logrando derribar su espada y arrancar uno de sus cohetes antes de que ataque a Optimus con su cetro, pero Optimus rápidamente, y con el último aliento, consigue destrozarle ferozmente el rostro a Fallen, dejando al descubierto su horrible esqueleto de titanio. Al tratar de huir de escena, Optimus interviene y le da un puñetazo que le perfora el pecho y extingue su chispa, matándolo. Horrorizado por la muerte de su maestro, Megatron se retira con Starscream prometiendo venganza en contra de Optimus.